# Внешняя политика Китайской Республики

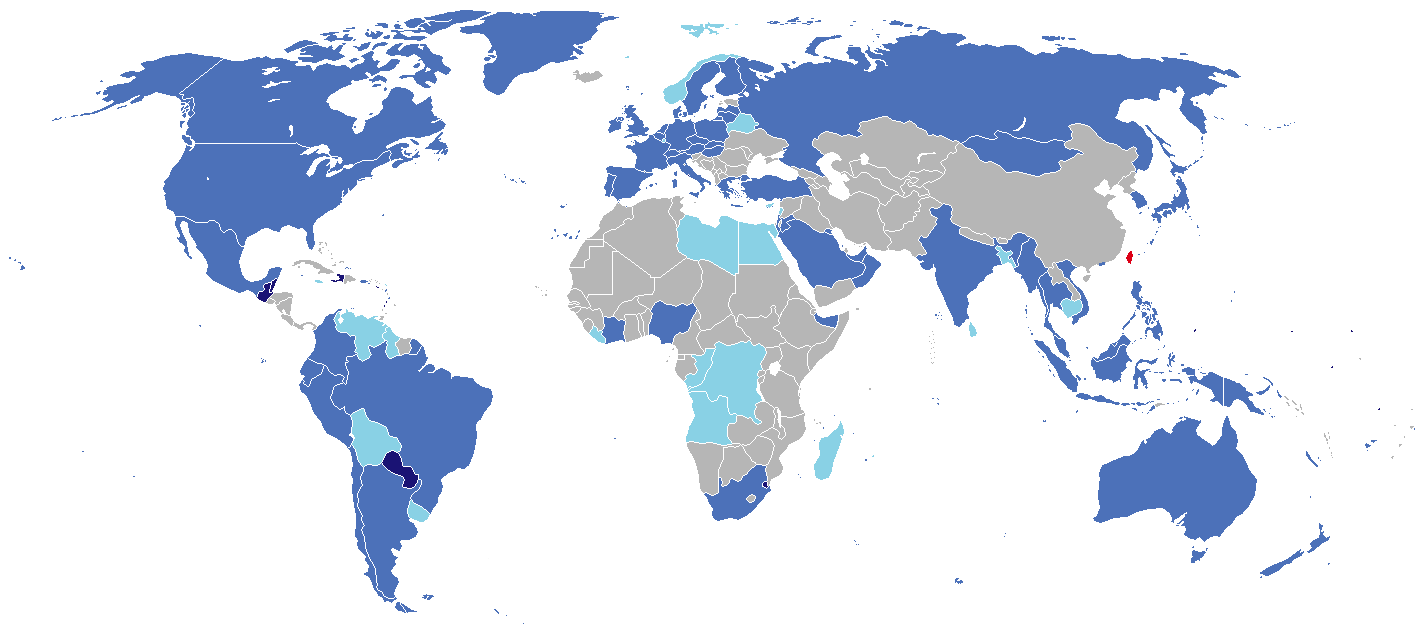
Внешняя политика Китайской Республики:
— Китайская Республика
— государства, имеющие дипломатические отношения с Китайской Республикой
— государства, имеющие неофициальные представительства Китайской Республики
— государства, ранее имевшие представительства Китайской Республики

Внешняя политика Китайской Республики является направлением государственной политики страны.
В 1990-е годы, и особенно после избрания президентом Чэнь Шуйбяня заметно выросла роль «народной дипломатии» подразумевает взаимный диалог и сотрудничество, и вовлечение всего тайваньского народа в процесс международного общения, в рамках межнациональных и меж социальных связей. Это понятие также подразумевает демократизацию международной политики, включая принципы подотчетности и прозрачности, и более полное вовлечение широкой публики в этот процесс.

## Дипломатические отношения Китайской Республики
По состоянию на январь 2024 года дипломатические отношения с Китайской Республикой поддерживаются 12 суверенными государствами. Ниже представлен список данных государств. 11 стран из них являются членами ООН, Святой престол (Ватикан) — наблюдателем Генеральной Ассамблеи ООН.
| №   | Государство0             | Дата установления дипломатических отношений0 | Примечания |
| --- | ------------------------ | -------------------------------------------- | ---------- |
| 1.  | Белиз                    | 18 октября 1989 года                         |            |
| 2.  | Ватикан                  | 23 октября 1942 года                         |            |
| 3.  | Гаити                    | 12 августа 1956 года                         |            |
| 4.  | Гватемала                | 1 октября 1933 года                          |            |
| 5.  | Маршалловы Острова       | 20 ноября 1998 года                          |            |
| 6.  | Палау                    | 29 декабря 1999 года                         |            |
| 7.  | Парагвай                 | 8 июля 1957 года                             |            |
| 8.  | Сент-Винсент и Гренадины | 15 августа 1981 года                         |            |
| 9.  | Сент-Китс и Невис        | 14 октября 1983 года                         |            |
| 10. | Сент-Люсия               | 13 мая 1984 года                             | [ note 1 ] |
| 11. | Тувалу                   | 9 сентября 1979 года                         |            |
| 12. | Эсватини                 | 20 сентября 1968 года                        |            |

Тайвань осуществляет по сути дипломатические отношения с другими странами мира через свои т. н. экономические и культурные представительства (фактически, посольства). По состоянию на начало марта 2024 года представительства функционировали в 67 странах мира, и ещё одно представительство было открыто при Евросоюзе.

## Китайская Республика и ООН
Китайская Республика на протяжении уже многих лет активно добивается членства в ООН, как и в других международных организациях. Начиная с 1993 года, Тайбэй ежегодно подает заявку на вступление в ООН при поддержке ряда стран, своих дипломатических союзников. Но ещё ни разу эти усилия не увенчались успехом. Учитывая тот факт, что многие страны отказываются от признания независимости Китайской Республики в пользу КНР (Малави, Коста-Рика, Гренада, Либерия, Вануату, Чад, Доминика, Сенегал), вероятность признания со стороны ООН постепенно уменьшается.
Китайская республика была одной из стран-основательниц Организации Объединённых Наций (наряду с США, Советским Союзом, Великобританией и Францией). Но в 1971 году, после принятия, под давлением КНР, резолюции ООН о «праве представительства Китая», Китайская Республика была вынуждена покинуть ряды этой организации. Однако Китайская Республика не смирилась с вынужденным выходом из рядов членов ООН и с ситуацией, когда 23 миллиона жителей острова лишены права участия в работе и своего представительства в ООН, и связанных с ней других организациях.
С 1993 года Китайская Республика проводит ежегодные кампании и акции (обычно в сентябре) за возвращение в ряды членов ООН.
Эти кампании, воззвания и акции часто апеллируют к «принципу универсальности», на котором и базируется членство в ООН. Эти ежегодные кампании включают в себя широкомасштабную рекламу в международных средствах массовой информации, призывы к международному сообществу, оглашаемые странами-дипломатическими союзниками Тайбэя на сессиях Генеральной Ассамблеи ООН. Организаторы этих воззваний и призывов требуют признать право 23 миллионов жителей Китайской Республики быть представленными в Организации Объединённых Наций. Они также призывают включить пункт о признании Китайской Республики в повестку работы ежегодных сессий Генеральной Ассамблеи ООН. Подобные ежегодные попытки вступить в ряды членов ООН пока не приносили ощутимых результатов, но с каждым годом все больше стран высказываются в поддержку включения вопроса о членстве Китайской Республики в повестку ГА ООН. Например, в 2002 году в поддержку Китайской Республики высказались представители 22 стран, в основном дипломатических союзников Тайбэя.
Хотя большинство стран-инициаторов воззваний и призывов к ООН и международному сообществу поддерживают дипломатические отношения с Китайской Республикой, в последнее время наметилась тенденция растущей поддержки вступления острова в ООН со стороны крупных стран, имеющих лишь неофициальные (хотя и близкие) связи с островом. Например, США и ряд других стран в последнее время стали более положительно относиться к вопросу членства Китайской Республики в международных организациях.
Вследствие того, что Китайская Республика не является членом Организации Объединённых Наций, во многих областях 23 миллиона жителей Китайской Республики до сих пор не имеют своего представительства в международных процессах принятия решений. В определённых случаях они отстранены даже от участия в международных акциях по гуманитарной помощи и неправительственной деятельности в качестве частных лиц.
Тем не менее, Китайская Республика постоянно сталкивается с возражениями КНР и ряда других членов ООН. Именно влияние КНР и её твердая позиция в этом вопросе, как считается, являются одними из главных причин того, что ежегодные попытки Тайбэя вступить в ООН оказываются неудачными.
11 августа 2004 года Китайская Республика в 12-й раз подала заявку на вступление в ООН.
14 марта 2005 г. Национальное собрание КНР приняло закон о сохранении территориальной целостности Китая.
В апреле 2005 года лидеры двух главных оппозиционных партий Китайской Республики (в том числе лидер Гоминьдана Лянь Чжань) посетили с визитом КНР, где встречались с председателем Китайской Народной Республики Ху Цзиньтао. Официальный Пекин расценивает этот факт как большой успех и прогресс в деле решения вопроса Китайской Республики.
В 2005 году вместе с ежегодными кампаниями по вступлению Китайской Республики в ООН, дипломатические союзники Тайбэя выдвинули предложение к Генеральной Ассамблее ООН «Активная роль Организации Объединённых Наций в поддержании мира в Тайваньском проливе». Это предложение было выдвинуто в соответствии с одной из главных целей ООН — усилий по поддержанию мира. Из-за возражений со стороны Китайской Народной Республики, это предложение, как и очередная заявка на вступление в ООН, так и не была включена в повестку дня сессии Генеральной Ассамблеи ООН. Однако оба вопроса были предварительно обсуждены, и многие участники дебатов положительно отнеслись к этим предложениям.
В 2007 году Китайская Республика в 14-й раз подала заявку на вступление в ООН - на этот раз под названием «Тайвань», а не «Китайская Республика Тайвань». 19 июля 2007 года Тайбэй в очередной раз подал просьбу о вступлении в ООН, но 23 июля 2007 Управление по правовым вопросам ООН (Office of Legal Affairs) её отклонило.
Начавшийся в 2008 году всемирный экономический кризис осложнил положение в экономике Тайваня и повысил заинтересованность Тайваня в улучшении отношений с КНР. С этой целью, в начале сентября 2009 года впервые за 17 лет Тайвань не стал подавать заявку на вступление в ООН.
В начале 2010 года в связи с планирующейся поставкой очередной партии оружия Тайваню замминистра обороны США Уоллес Грегсон заявил, что Вашингтон не откажется от сделки с Тайбэем несмотря на возражения Пекина: «США обязаны обеспечивать возможности Тайваня по самозащите, и мы будем выполнять все свои обязательства и в будущем». Президент Тайваня Ма Инцзю приветствовал решимость США: «Чем больше уверенности мы имеем и чем безопасней мы себя чувствуем, тем больше мы можем взаимодействовать с материковым Китаем. Новое вооружение поможет нам развивать связи по обе стороны пролива», — заявил он. Отмечают, что высокопоставленные чиновники минобороны США не раз давали понять, что Вашингтон продолжит укреплять обороноспособность острова в соответствии с Актом об отношениях с Тайванем 1979 года.
Несмотря на то, что усилия Китайской Республики по вступлению в ООН пока не приводят к конкретным результатам, тем не менее, эти вопросы, а также воззвания и призывы дипломатических союзников Тайваня предварительно горячо обсуждаются, и многие участники обсуждения с определённой симпатией относятся к предложениям Тайбэя. Участие Китайской Республики в Организации Объединённых Наций также находит поддержку на некоторых заседаниях других организаций, связанных с ООН. Таким образом, стремление Китайской Республики участвовать в работе Организации Объединённых Наций, связанных с ООН других международных организаций, и его приверженность делу укрепления мира в Тайваньском проливе нашли своё выражение и были по достоинству оценены международным сообществом.
Китайская Народная Республика, при этом, считает контролируемые Китайской Республикой территории частью территории Китайской Народной Республики и выступает против вступления Китайской Республики в ООН, полагая, что членство в этой международной организации фактически будет равносильно признанию Китайской Республики как независимого государства.

## Китайская Республика и ВТО
Большое внимание уделяется в Китайской Республике сотрудничеству с Всемирной торговой организацией. Китайская Республика не только является полноправным членом этой важнейшей международной торговой организации, но и активно участвует в её деятельности, в некоторых вопросах влияет на принятие важных решений ВТО. Такая активная позиция и столь заметное участие Китайской Республики в работе ВТО не случайны. Китайская Республика является (согласно данным 2005 года) 19-й экономикой в мире по величине ВНП и 16-й торговой державой в мире по объёму экспорта и импорта. Роль Китайской Республики в мировой экономике и торговле неизменно растет. Растут также международное влияние Китайской Республики и объёмы экономической помощи развивающимся странам. Вследствие этого активное сотрудничество Тайваня с ВТО представляется закономерным и естественным.

Китайская Республика вступила во Всемирную торговую организацию 1 января 2002 года, став её 144-м членом.
С момента вступления Тайбэя в ВТО Китайская Республика постоянно стремится играть конструктивную роль в продолжающемся раунде переговоров в рамках так называемой Программы развития, принятой на переговорах в Дохе, Катар. Это способствовало расширению возможностей Тайваня в участии в международной экономической деятельности. Тайвань полностью поддерживает поощряемое международной торговой системой развитие наименее развитых стран мира, в соответствии в мандатом Дохи. Тайвань, в частности, предоставил беспошлинный доступ на свои рынки 141 наименованию товаров, произведённых в слаборазвитых странах мира, и выделил в 2005 году 188 тысяч долларов США на финансовую поддержку Глобального фонда развития в рамках раунда переговоров в Дохе. Тайбэй также отправил представительную делегацию из 46 представителей различных правительственных агентств и организаций на шестую министерскую конференцию, состоявшуюся в Гонконге 13-18 декабря 2005 года. Подобные конференции проводятся дважды в год. По инициативе Тайваня также прошли двусторонние переговоры с 13 различными странами. Также Тайбэй принял участие в ряде многосторонних встреч с представителями стран, с которыми наблюдается общность интересов, в первую очередь, стран-членов так называемой Группы десяти ведущих импортеров продовольствия, включающей Японию, Южную Корею и Швейцарию.
Китайская Республика также выразила заинтересованность в развитии отношений с США и Европейским союзом в вопросах доступа к рынкам не только в сфере сельского хозяйства, но и в других областях. Тайвань в качестве полноправного, активного члена ВТО продолжает укреплять свои торговые и экономические позиции и расширять свою активную деятельность в рамках этой международной организации.

## Китайская Республика и ВОЗ
Китайская Республика стремится восстановить членство во Всемирной организации здравоохранения (из которой она была исключена в 1972 году). Руководство страны неоднократно призывало международное сообщество принять Китайскую Республику в ряды ВОЗ, делало множество заявлений, предложений, убеждало в важности ВОЗ для охраны здоровья 23 миллионов жителей страны. Много раз делегации из Тайбэя пытались участвовать в международных конференциях по медицине и здравоохранению, в том числе в форумах, проводимым самой ВОЗ; представители самой ВОЗ вели длительные переговоры о формах участия Тайваня в работе этой организации.
Тайвань начал кампанию за присоединение к ВОЗ в качестве наблюдателя в 1997 году. Но особенно стала очевидной необходимость вхождения Китайской Республики в ВОЗ в 2003 году. Тогда, после сильнейшего кризиса, вызванного азиатской эпидемией атипичной пневмонии 2003 года, когда Китайская Республика оказалась среди наиболее пострадавших от этой болезни стран, мировые симпатии все более склонялись на сторону Китайской Республики, и международное сообщество, как и сама ВОЗ, готовы были предоставить Тайбэю членство в этой организации. Но ни распространение САРС, ни последовавшая за этим американская поддержка членства Китайской Республики в ВОЗ не привели к желаемому результату.
Все это ещё раз подтверждает давно назревшую для Китайской Республики необходимость полноправного членства во Всемирной Организации Здравоохранения. Именно поэтому на протяжении уже ряда лет Китайская Республика настойчиво старается вступить в ряды ВОЗ, заручаясь при этом поддержкой своих дипломатических союзников, а в последние два года и поддержкой США.
Большим событием, за которым внимательно следят на острове, каждый год становится очередная ежегодная сессия ВОЗ. Именно накануне этой сессии у Тайваня усиливаются надежды вернуться в эту организацию. Готовятся доклады, заявления, официальные запросы. Представители Китайской Республики делают попытки принять участие в работе сессии (что не всегда удается из-за сильнейшего политического давления КНР), напомнить участникам форума о 23 миллионах жителей острова, лишённых поддержки ВОЗ, о праве Китайской Республики и его граждан быть представленными в этом международном органе. Представители дипломатических союзников Китайской Республики также выражают свою поддержку вступлению Тайбэя в ВОЗ и напоминают о праве страны на такое вступление.
С 2009 по 2016 годы, в период улучшения отношений между Тайванем и КНР, Тайваню было разрешено участвовать в работе ежегодной сессии ВОЗ на правах наблюдателя.
Не особенно прибавила оптимизма и резолюция Палаты представителей Конгресса США о поддержке участия Китайской Республики в деятельности ВОЗ, принятая несколько лет назад. Несмотря на присутствовавшее тогда некоторое чувство эйфории, Тайвань с тех пор не особенно продвинулся в направлении вступления в эту организацию. Главное препятствие на пути Тайбэя во Всемирную организацию здравоохранения — это, разумеется, продолжающиеся уже давно возражения Китайской Народной Республики.
В Китайской Республике находятся уважаемые во всем мире научные круги, мощная фармацевтическая промышленность и сильная система всеобщего здравоохранения. Кроме того, Китайская Республика тратит многие миллионы долларов на помощь в охране здоровья в Африке, в Тихоокеанском регионе и даже в Афганистане.

## Китайская Республика и Всемирная Ассамблея Здравоохранения
После долгих и активных усилий Китайская Республика в мае этого[какого?] года вступила во Всемирную Ассамблею Здравоохранения. Это стало большим успехом правительства в его политике по присоединению к крупнейшим международным организациям и по координации программ здравоохранения с ВОЗом и другими международными медицинскими структурами.
Министр здравоохранения Китайской Республики Е Цзиньчуань (Yeh Ching-Chuan) объявил 29 апреля о том, что Китайской Республике предоставляется статус наблюдателя во Всемирной Ассамблее Здравоохранения, руководящем органе Всемирной Организации Здравоохранения (ВОЗ).
На пресс-конференции в Тайбэе Е заявил, что генеральный директор ВОЗ Маргарет Чан официально пригласила Китайскую Республику для участия в 62-й Всемирной Ассамблее Здравоохранения в качестве наблюдателя под именем «Китайский Тайбэй». Господин Е приветствовал приглашение, озвученное генеральным директором ВОЗ и заявил, что он собирается возглавить делегацию из 15 человек на Всемирной Ассамблее Здравоохранения в Женеве, которая состоялась 18-27 мая.
Как сказал министр Е, «Основываясь на принципах уважения и автономии, это первый случай, когда Тайвань может принимать участие в официальных встречах и мероприятиях под эгидой Организации Объединённых Наций с того времени как наша страна покинула ООН и связанные с нею организации в 1971 году».
Начиная с 1997 года Китайская Республика безуспешно пыталась вернуться в ряды ВОЗ под различными именами, такими как «Китайская Республика», «КР (Тайвань)», «Тайвань».
«В вопросах обеспечения прав населения Китайской Республики на здравоохранение, статус наблюдателя во Всемирной Ассамблее Здравоохранения — это намного более эффективный способ координации действий с ВОЗом и обеспечения других мер в борьбе против опасных заболеваний», заявил Е. По словам министра здравоохранения Китайской Республики, «Мы будем активно участвовать в любых международных, межнациональных исследованиях, проводимых ВОЗом и обмениваться с другими странами нашим успешным опытом в областях общественного здравоохранения и предотвращения болезней.»
В течение многих лет Пекин блокировал любые попытки острова стать членом международных организаций, действующих под эгидой ООН.
Тайбэй впервые подал заявку на членство в ВОЗ в 1997 году в связи с обеспокоенностью состоянием здоровья своих граждан и стремлением внести вклад в международные медицинские исследования. Правительство Китайской Республики ставило вопрос о своем независимом членстве в ВОЗ, объясняя это необходимостью получения международной помощи для борьбы с распространением опасных инфекций, таких как атипичная пневмония и птичий грипп. Несмотря на поддержку со стороны многих стран, таких как США, Япония и страны Европейского союза, эти попытки тотчас же блокировались руководством КНР.
В 2003 году МИД КНР резко раскритиковал принятый Конгрессом США проект резолюции о поддержке вступления Китайской Республики в ВОЗ. Считая остров Тайвань частью китайской территории, Пекин утверждал, что вступать во Всемирную организацию здравоохранения должны только суверенные государства, а Китайская Республика по статусу не может ни в каком качестве участвовать в ВОЗ.
За последние десятилетия Тайбэй добился значительных успехов в области медицины, полностью ликвидировав на своей территории малярию и полиомиелит. Тайваньские медицинские миссии и отряды спасателей оказывали помощь в зоне разрушительного цунами в Южной и Юго-Восточной Азии, землетрясений на Ближнем Востоке, птичьего гриппа в Буркина-Фасо и малярии в Сан-Томе и Принсипи. Был создан специальный Тайваньский мобильный медицинский отряд (Taiwan IHA), члены которого находятся в постоянной готовности и готовы по приказу направиться в ту или иную страну мира для оказания помощи.
На состоявшейся в Женеве пресс-конференции, министр здравоохранения Тайваня Е Цзинчуань (葉金川, Ching-Chuan Yeh) с радостью говорил о событии исторической важности для Тайваня — участии 3-х тайваньских экспертов в работе Всемирной Ассамблеи Здравоохранения. Хотя делегация Тайваня пользуется статусом наблюдателя и официально зарегистрирована под именем «Китайский Тайбэй», её глава, д-р Чэнь Цзяньжэнь (陳建仁, Chien-Jen Chen) считает, что это абсолютно приемлемое решение.
«Теперь 23 миллионное население нашей страны получит доступ к международным ресурсам и информации относительно обеспечения безопасности здоровья», — сказал он, — «У нас есть высокопродуктивные технологии для выпуска фармацевтической продукции, у нас хорошо развита система здравоохранения, и участие Тайваня в работе ВОЗа позволит ему внести свой важный вклад в развитие международного здравоохранения».
После первых объявлений о предстоящем членстве Китайской Республики во Всемирной Ассамблее Здравоохранения последовал ряд важных заявлений министерства иностранных дел Тайваня, известных государственных и политических деятелей. Эндру Ся, заместитель министра иностранных дел, в частности, сказал, что приглашение, сделанное ВОЗом, приветствуется различными слоями тайваньского общества и отражает усилия президента Ма Инцзю в деле укрепления связей между двумя берегами Тайваньского пролива. Как он сказал, «давняя поддержка наших дипломатических союзников в том, что касается получения статуса во Всемирной Ассамблее Здравоохранения была также, в равной степени, полезной.»
Все эти успехи в достижении важной цели — вступления Китайской Республики во Всемирную Ассамблею Здравоохранения — во многом связаны с новой, более гибкой политикой нынешнего президента Тайваня Ма Инцзю, который поставил главной целью улучшить экономические и политические отношения между двумя берегами Тайваньского пролива, поднять связи между Тайбеем и Пекином на новый, более высокий уровень. Как считают многие обозреватели и аналитики, именно улучшение двусторонних отношений и более мягкая позиция КНР поспособствовали успешному участию Китайской Республики во Всемирной Ассамблее Здравоохранения.
Глава Китайской Республики вскоре после присоединения Тайбея к этой важной международной медицинской организации сказал, что успех Тайваня в получении статуса наблюдателя на Всемирной Ассамблее Здравоохранения стал результатом практичной и гибкой дипломатической политики его администрации.
По его словам, «это достижение показывает, что народ Китайской Республики един в своем стремлении играть более вескую роль в международных организациях.» «Участие в деятельности ВОЗа — это не просто политический вопрос, это в большей степени связано с правами человека, правами 23 миллионов человек на полное медицинское обслуживание, здравоохранение.»
Участие Китайской Республики во Всемирной Ассамблее Здравоохранения стало результатом «гибкой дипломатии» президента Ма Инцзю и улучшает взаимопонимание между двумя сторонами Тайваньского пролива.

## Китайская Республика и АТЭС
Китайская Республика (под наименованием «Китайский Тайбэй») также принимает активное участие и в работе одной из важнейших международных организаций Организации Азиатско-Тихоокеанское экономическое сотрудничество. Тайбэй уже на протяжении многих лет входит в эту организацию и активно участвует в её работе на правах полноправного члена. Но даже до вхождения в АТЭС, с 1989 года, когда по инициативе Австралии и Новой Зеландии была образована эта влиятельная международная региональная организация, Тайбэй неустанно стремился к расширению своего сотрудничества с этой организацией и к участию в ней. Главные цели организации — обеспечение режима свободной открытой торговли и укрепление регионального сотрудничества. И позиция Тайваня в этой области, вклад островной экономики в развитие регионального сотрудничества полностью отвечают задачам, поставленным перед этой организацией.
На долю стран и территорий — членов АТЭС — приходится свыше 60 % мирового ВВП и 47 % объёма мировой торговли.
Китайская Республика полностью разделяет цели, задачи и приоритеты АТЭС. Так, в 1994 году в качестве стратегической цели объявлена работа над созданием в АТР системы свободной и открытой торговли и либерального инвестиционного режима. Тайбэй полностью поддерживает эти цели и вносит свой значительный вклад в усилия по созданию такой системы. В то же время Тайвань оказывает мощную экономическую помощь слаборазвитым странам, стараясь смягчить некоторые негативные последствия глобализации и либерализации экономики для развивающихся стран. С момента вступления в АТЭС в 1991 году Китайская Республика играла активную роль в её деятельности и возглавила несколько рабочих групп в последние годы.
Китайская Республика также принимает активное участие в работе ежегодных саммитов АТЭС. Однако из-за политических причин президент Китайской Республики не имеет возможности лично участвовать в саммитах АТЭС, и посылает своего представителя. Так, в 2008 году представительную делегацию Китайской Республики на саммите в Сиднее возглавлял известный бизнесмен, политический и общественный деятель Стан Ши. Г-н Ши — один из основателей процветающей электронной индустрии в Китайской Республике и почётный председатель группы компаний «Acer». Представителем Китайской Республики на саммите 2005 года в Пусане был старший советник президента Линь Синьи. Подписанная тогда «Пусанская декларация» ставила цель развития свободной торговли в регионе и обеспечение общего прогресса в странах АТЭС. На последнем саммите в Сиднее, как и на предыдущих саммитах в Ханое (2006) и Пусане (2005) «неофициальные представители» «экономики Тайваня», по терминологии АТЭС, то есть тайваньские делегации, проводили активную работу по расширению сотрудничества и множество важных переговоров с лидерами других стран-членов АТЭС.
Руководство Китайской Республики, лично президент Китайской Республики неоднократно выражали своё несогласие с практикой изоляции Китайской Республики на международном уровне — в АТЭС и других международных организациях. Так, президент Китайской Республики неоднократно лично обращался к организаторам саммитов АТЭС (в частности, накануне Пусанского саммита), с просьбой дать разрешение на прямое участие президента в работе саммита. Но всякий раз подобные заявления и просьбы тайваньского президента и МИДа получали отказы. Так, корейские власти в 2005 году дали официальный отказ на просьбу о приезде президента незадолго до пусанского саммита. Руководство Китайской Республики считает подобную практику несправедливой.
В рамках работы АТЭС Китайская Республика оказывает экономическую помощь многим странам региона, в частности, Таиланду. Китайская Республика и далее намерена активно участвовать в работе этой представительной региональной организации, расширяя сотрудничество с другими странами-членами АТЭС и используя своё растущее экономическое влияние ради общей цели — стабильности и процветания в Азиатско-Тихоокеанском регионе.

## Сотрудничество в области экономического развития и международная гуманитарная помощь
Экономическое развитие Китайской Республики во многом обязано международной экономической помощи, которую страна получала на ранних стадиях своего развития. Именно эта помощь оказала большое влияние на начальный экономический рост Китайской Республики и способствовала созданию «тайваньского экономического чуда». Кроме того, и политическая демократизация в Китайской Республике также во многом была укреплена и расширена благодаря международной поддержке. Именно поэтому на Тайване чувствуют ответственность по отношению к тем, кто в своё время оказал такую весомую экономическую и общую поддержку. И именно поэтому Китайская Республика чувствует себя обязанным отблагодарить международное сообщество за эту щедрость в форме экономической помощи другим странам, которые в этой помощи нуждаются. Китайская Республика всячески стремится увеличить объёмы своей помощи международному сообществу.
Через свои программы международного сотрудничества Китайская Республика активно делится, особенно с дружественными странами и дипломатическими союзниками, своим успешным опытом в области экономического развития.
В 1996 году в Китайской Республике был учреждён Международный фонд по сотрудничеству и развитию. Фонд был создан с целью консолидировать планирование и реализацию существующих программ международной помощи. Программы Фонда включают инвестиции и кредиты, техническую кооперацию, развитие людских ресурсов и гуманитарную помощь. Эти программы нацелены на борьбу с нищетой, снижение уровня бедности путём поощрения экономической активности, особенно в частном секторе. Также с помощью этого Фонда были основаны долгосрочные технические миссии в других странах, в первую очередь, в странах — дипломатических союзниках Тайваня.
В соответствии с новым направлением деятельности «народной дипломатии» в области экономической помощи международному сообществу возросла роль добровольцев в программах Фонда. Также Китайская Республика учредила образовательные программы для подготовки специалистов по сельскому хозяйству из различных стран и программы в университетах для их обучения.

## Китайская Республика на международных спортивных соревнованиях

Флаг Олимпийской сборной китайского Тайбэя

Для участия в некоторых международных организациях и почти во всех спортивных соревнованиях Китайская Республика использует наименование Китайский Тайбэй (англ. Chinese Taipei), причём официальный перевод этого термина на китайский язык в КНР отличается от перевода, используемого в самой Китайской Республике: в КНР используется термин «Чжунго Тайбэй» (буквально: «Тайбэй китайского государства»), а в Китайской Республике — «Чжунхуа Тайбэй» (буквально: «Тайбэй китайского народа»).